# Museu Casa Orduña
El Museu Municipal Casa Orduña situat al Castell de Guadalest (Marina Baixa, País Valencià) és una edificació del segle xvii, ja que va ser construïda després del gran terratrèmol de 1644.
La Casa va ser alçada per la família Orduña, estirp d'origen basc que havia arribat al Castell de Guadalest com a gent de confiança dels Marquesos de Guadalest. Els Orduña van estar al servei dels marquesos com a alcaides de la fortalesa i governadors dels seus estats.

## Dependències
Entre les dependències de la casa, es pot observar:
- la sala de l'entrada decorada amb olis de caràcter religiós;
- la sala dels arcs, en la qual s'exhibeixen les obres procedents del concurs anual de pintura que se celebra al Castell de Guadalest;
- l'avantsala, en la qual es pot contemplar un Ecce-Homo d'autor desconegut que representa una doble figura del Crist;
- la sala de la Mare de Déu, on es troba una urna que conté la imatge processional jacent que representa la Dormició de La nostra Senyora (Mare de Déu de l'Assumpció), també una taula de 210 x 188 cm col·locada sobre la testera de l'habitació, la qual tracta el tema de la fi de la vida terrenal de Maria, tal com es narra en els Evangelis Apòcrifs. Aquesta peça s'atribueix al mestre d'Alzira i s'enquadra cronològicament entre 1527 i 1550. Un altre element important a destacar en aquesta sala és la Custòdia que data del segle xviii.
- la cuina i el menjador, on destaca la col·lecció de ceràmica;
- les sales nobles, la disposició de les quals, mobiliari i estris mostren com es concebia la vida privada en segles passats.
- la Biblioteca, amb un total de 1265 volums.
- la sala d'exposicions, on periòdicament s'exhibeixen escultures i pintures de diferents artistes;

En la quarta planta, hi ha una sala d'usos múltiples.